# NGC 368
NGC 368 is een balkspiraalstelsel in het sterrenbeeld Phoenix. Het hemelobject ligt ongeveer 375 miljoen lichtjaar van de Aarde verwijderd en werd op 5 september 1834 ontdekt door de Britse astronoom John Herschel.

## Synoniemen
- PGC 3826
- ESO 243-23